# Persone di nome Dean
| Questa pagina contiene informazioni ricavate automaticamente dalle voci biografiche con l'ausilio del template Bio e di un bot. L'aggiornamento è periodico e automatico e ricostruisce completamente la pagina. Se manca una persona in questa lista, sei pregato di non aggiungerla, ma accertati piuttosto che la sua voce biografica contenga il template Bio e che i dati anagrafici siano correttamente compilati. Se il template Bio manca, inseriscilo tu stesso o, in alternativa, metti l'avviso {{tmp\|Bio}} che ne segnala la mancanza. Se i dati riportati sono sbagliati, correggi direttamente la voce biografica; le modifiche saranno visibili in questa lista entro pochi giorni. Per chiarimenti vedi il progetto antroponimi. La lista contiene solo le 127 persone che sono citate nell'enciclopedia e per le quali è stato implementato correttamente il template Bio. Pagina aggiornata al 16 ott 2024. |

Questa è una lista di persone presenti nell'enciclopedia che hanno il prenome Dean, suddivise per attività principale.

## Allenatori di calcio(11)
- Dean Austin, allenatore di calcio e ex calciatore inglese (Hemel Hempstead, n. 1970)
- Dean Brill, allenatore di calcio e ex calciatore inglese (Luton, n. 1985)
- Dean Gorré, allenatore di calcio, dirigente sportivo e ex calciatore olandese (Paramaribo, n. 1970)
- Dean Heffernan, allenatore di calcio e ex calciatore australiano (Sydney, n. 1980)
- Dean Holden, allenatore di calcio e ex calciatore nordirlandese (Salford, n. 1979)
- Dean Holdsworth, allenatore di calcio e ex calciatore britannico (Walthamstow, n. 1968)
- Dean Klafurić, allenatore di calcio croato (Zagabria, n. 1972)
- Dean Računica, allenatore di calcio e ex calciatore croato (Sebenico, n. 1969)
- Dean Shiels, allenatore di calcio e ex calciatore nordirlandese (Magherafelt, n. 1985)
- Dean Smith, allenatore di calcio, dirigente sportivo e ex calciatore inglese (West Bromwich, n. 1971)
- Dean Whitehead, allenatore di calcio e ex calciatore inglese (Abingdon-on-Thames, n. 1982)

## Allenatori di hockey su ghiaccio(1)
- Dean Chynoweth, allenatore di hockey su ghiaccio, dirigente sportivo e ex hockeista su ghiaccio canadese (Calgary, n. 1968)

## Alpinisti(1)
- Dean Potter, alpinista statunitense (Fort Leavenworth, n. 1972 - Parco nazionale di Yosemite, † 2015)

## Artisti(1)
- D*Face, artista e writer britannico (Londra, n. 1978)

## Assassini seriali(1)
- Dean Corll, serial killer statunitense (Fort Wayne, n. 1939 - Pasadena, † 1973)

## Astisti(1)
- Dean Starkey, ex astista statunitense (Park Ridge, n. 1967)

## Attori(16)
- Dean Armstrong, attore televisivo e attore teatrale canadese (Owen Sound, n. 1973)
- Dean Butler, attore e produttore televisivo canadese (Prince George, n. 1956)
- Dean Cain, attore statunitense (Mount Clemens, n. 1966)
- Dean Edwards, attore, comico e doppiatore statunitense (New York, n. 1970)
- Dean Fredericks, attore statunitense (Los Angeles, n. 1924 - Los Angeles, † 1999)
- Dean Fujioka, attore, artista e modello giapponese (Fukushima, n. 1980)
- Dean Geyer, attore e cantante sudafricano (Johannesburg, n. 1986)
- Dean Haglund, attore canadese (Manitoba, n. 1965)
- Dean Jones, attore statunitense (Decatur, n. 1931 - Los Angeles, † 2015)
- Dean McDermott, attore canadese (Toronto, n. 1966)
- Dean Norris, attore statunitense (South Bend, n. 1963)
- Dean O'Gorman, attore e fotografo neozelandese (Auckland, n. 1976)
- Dean Reed, attore e cantante statunitense (Denver, n. 1938 - Zeuthen, † 1986)
- Dean Simone, attore statunitense
- Dean Stockwell, attore statunitense (Los Angeles, n. 1936 - Ranchos de Taos, † 2021)
- Dean Winters, attore statunitense (New York, n. 1964)

## Attori pornografici(2)
- Dean Flynn, attore pornografico statunitense (New York, n. 1981)
- Dean Phoenix, ex attore pornografico messicano (Mexicali, n. 1974)

## Avvocati(1)
- Dean Spielmann, avvocato lussemburghese (Lussemburgo, n. 1962)

## Batteristi(1)
- Dean Butterworth, batterista statunitense (Rochdale, n. 1976)

## Bobbisti(1)
- Dean Ward, ex bobbista britannico (Portsmouth, n. 1963)

## Calciatori(30)
- Dean Anastasiadis, ex calciatore australiano (Melbourne, n. 1970)
- Dean Ashton, ex calciatore inglese (Swindon, n. 1983)
- Dean Blackwell, ex calciatore inglese (Camden, n. 1957)
- Dean Bouzanis, calciatore australiano (Sydney, n. 1990)
- Dean Bowditch, ex calciatore inglese (Harlow, n. 1986)
- Dean Campbell, calciatore scozzese (Aberdeen, n. 2001)
- Dean David, calciatore israeliano (Nehora, n. 1996)
- Dean Ebbe, calciatore irlandese (Dublino, n. 1994)
- Dean Furman, calciatore sudafricano (Città del Capo, n. 1988)
- Dean Gerken, ex calciatore inglese (Southend-on-Sea, n. 1985)
- Dean Hammond, ex calciatore inglese (Hastings, n. 1983)
- Dean Henderson, calciatore inglese (Whitehaven, n. 1997)
- Dean Horrix, calciatore inglese (Burnham-on-Sea, n. 1961 - Kingsclere, † 1990)
- Dean Huiberts, calciatore olandese (Emmen, n. 2000)
- Dean Huijsen, calciatore olandese (Amsterdam, n. 2005)
- Dean James, calciatore olandese (Leida, n. 2000)
- Dean Kiely, ex calciatore irlandese (Salford, n. 1970)
- Dean Koolhof, ex calciatore olandese (Duiven, n. 1994)
- Dean Leacock, ex calciatore inglese (Thornton Heath, n. 1984)
- Dean Lewington, calciatore inglese (Kingston upon Thames, n. 1984)
- Dean Marney, ex calciatore inglese (Barking, n. 1984)
- Dean Mason, calciatore montserratiano (Londra, n. 1989)
- Dean Morgan, calciatore montserratiano (Londra, n. 1983)
- Dean Moxey, calciatore inglese (Exeter, n. 1986)
- Dean Neal, ex calciatore inglese (Edmonton, n. 1961)
- Dean Parrett, ex calciatore inglese (Hampstead, n. 1991)
- Dean Ivor Richards, calciatore inglese (Bradford, n. 1974 - Leeds, † 2011)
- Dean Saunders, ex calciatore e allenatore di calcio gallese (Swansea, n. 1964)
- Dean Sewell, ex calciatore giamaicano (n. 1972)
- Dean Windass, ex calciatore inglese (Kingston upon Hull, n. 1969)

## Canottieri(1)
- Dean Crawford, canottiere canadese (n. 1958 - † 2023)

## Cantanti(1)
- Dean Paul Martin, cantante, attore e aviatore statunitense (Santa Monica, n. 1951 - Contea di San Bernardino, † 1987)

## Cantautori(2)
- Dean Brody, cantautore canadese (Smithers, n. 1975)
- Dean Lewis, cantautore australiano (Sydney, n. 1987)

## Cestisti(7)
- Dean Garrett, ex cestista e allenatore di pallacanestro statunitense (Los Angeles, n. 1966)
- Dean Mealy, cestista statunitense (Cuyahoga Falls, n. 1915 - Massillon, † 1973)
- Dean Meminger, cestista e allenatore di pallacanestro statunitense (Walterboro, n. 1948 - Harlem, † 2013)
- Dean Oliver, ex cestista e allenatore di pallacanestro statunitense (Quincy, n. 1978)
- Dean Smith, cestista e allenatore di pallacanestro statunitense (Emporia, n. 1931 - Chapel Hill, † 2015)
- Dean Wade, cestista statunitense (Wichita, n. 1996)
- Dean Walker, ex cestista canadese (Toronto, n. 1979)

## Chitarristi(2)
- Dean Parks, chitarrista statunitense (Fort Worth, n. 1947)
- Dean Pleasants, chitarrista statunitense (San Antonio, n. 1964)

## Ciclisti su strada(1)
- Dean Downing, ex ciclista su strada, pistard e dirigente sportivo britannico (Rotherham, n. 1975)

## Direttori della fotografia(2)
- Dean Cundey, direttore della fotografia statunitense (Alhambra, n. 1946)
- Dean Semler, direttore della fotografia e regista australiano (Renmark, n. 1943)

## Dirigenti sportivi(1)
- Dean Malenko, dirigente sportivo e ex wrestler statunitense (Irvington, n. 1960)

## Fisici(1)
- Ralph Sawyer, fisico statunitense (Atkinson, n. 1895 - Ann Arbor, † 1978)

## Giocatori di football americano(4)
- Dean Lowry, giocatore di football americano statunitense (Rockford, n. 1994)
- Dean Severin, giocatore di football americano tedesco (Bochum)
- Dean Steinkuhler, ex giocatore di football americano statunitense (Burr, n. 1961)
- Dean Wells, ex giocatore di football americano statunitense (Louisville, n. 1970)

## Giornalisti(1)
- Dean Baquet, giornalista statunitense (New Orleans, n. 1956)

## Imprenditori(3)
- Dean Drako, imprenditore statunitense
- Dean Schneider, imprenditore svizzero (Zurigo, n. 1992)
- Dean Spanos, imprenditore e dirigente sportivo statunitense (Stockton, n. 1950)

## Insegnanti(1)
- Dean H. Kenyon, docente statunitense (n. 1939)

## Medici(1)
- Dean Ornish, medico e nutrizionista statunitense (Dallas, n. 1953)

## Multiplisti(1)
- Dean Macey, ex multiplista britannico (n. 1977)

## Musicisti(1)
- Dean DeLeo, musicista statunitense (Newark, n. 1961)

## Nuotatori(1)
- Dean Kent, ex nuotatore neozelandese (Palmerston North, n. 1978)

## Ornitologi(1)
- Dean Amadon, ornitologo e naturalista statunitense (Milwaukee, n. 1912 - Tenafly, † 2003)

## Pallamanisti(1)
- Dean Turković, pallamanista croato (Pola, n. 1987)

## Piloti automobilistici(1)
- Dean Stoneman, pilota automobilistico britannico (Croydon, n. 1990)

## Piloti motociclistici(1)
- Dean Ellison, pilota motociclistico britannico (Lancaster, n. 1977)

## Pistard(1)
- Dean Woods, pistard australiano (Wangaratta, n. 1966 - † 2022)

## Polistrumentisti(1)
- Dean Fertita, polistrumentista e cantautore statunitense (Royal Oak, n. 1970)

## Politici(5)
- Dean Acheson, politico statunitense (Middletown, n. 1893 - Sandy Spring, † 1971)
- Dean Barrow, politico beliziano (Belize City, n. 1951)
- Dean Gallo, politico statunitense (Hackensack, n. 1935 - Denville, † 1994)
- Dean Heller, politico statunitense (Castro Valley, n. 1960)
- Dean Phillips, politico e imprenditore statunitense (Saint Paul, n. 1969)

## Registi(4)
- Dean DeBlois, regista, sceneggiatore e produttore cinematografico canadese (Brockville, n. 1970)
- Dean Fleischer Camp, regista, sceneggiatore e produttore cinematografico statunitense (n. 1982)
- Dean Israelite, regista e sceneggiatore sudafricano (Johannesburg, n. 1984)
- Dean Wright, regista statunitense (n. 1962)

## Rugbisti a 15(3)
- Dean Budd, ex rugbista a 15 neozelandese (Whangārei, n. 1986)
- Dean Mumm, ex rugbista a 15 australiano (North Shore City, n. 1984)
- Dean Richards, ex rugbista a 15 e allenatore di rugby a 15 britannico (Nuneaton, n. 1963)

## Sassofonisti(1)
- Dean Benedetti, sassofonista e compositore statunitense (Ogden, n. 1922 - Torre del Lago, † 1957)

## Sceneggiatori(3)
- Dean Craig, sceneggiatore, produttore cinematografico e regista cinematografico britannico (Londra, n. 1974)
- Dean Devlin, sceneggiatore, produttore cinematografico e regista statunitense (New York City, n. 1962)
- Dean Riesner, sceneggiatore statunitense (New York, n. 1918 - Encino, † 2002)

## Scenografi(1)
- Dean Tavoularis, scenografo statunitense (Lowell, n. 1932)

## Scrittori(1)
- Dean Koontz, scrittore statunitense (Everett, n. 1945)

## Tuffatori(1)
- Dean Pullar, tuffatore australiano (Melbourne, n. 1973)

## Ultramaratoneti(1)
- Dean Karnazes, ultramaratoneta statunitense (Inglewood, n. 1962)

## Wrestler(2)
- Mojo Rawley, wrestler e ex giocatore di football americano statunitense (Alexandria, n. 1986)
- Shark Boy, wrestler statunitense (Austin, n. 1975)

## Senza attività specificata(1)
- Dean Glenesk, ex pentatleta statunitense (La Mesa, n. 1957)